# Uri Cvi Greenberg
Uri Cvi Greenberg nebo též Uri Cvi Grinberg (hebrejsky: אורי צבי גרינברג, 22. září 1896 – 8. května 1981) byl izraelský básník, novinář a poslanec Knesetu za stranu Cherut. Pocházel z chasidské rodiny v Haliči a velmi jej ovlivnily protižidovské pogromy po první světové válce a hebronský masakr, jehož byl svědkem po alije do Izraele. Celá jeho rodina zahynula během holocaustu. Greenberg patřil mezi nejradikálnější příslušníky revizionistického hnutí a byl členem Irgunu a Lechi. V roce 1957 mu byla za přínos hebrejské literatuře udělena Izraelská cena.

## Biografie
Uri Cvi Grinberg se narodil v štetlu Bialikamin (Bilyj Kamiň nebo Biały Kamień) v Haliči, do prominentní chasidské rodiny a vyrůstal ve Lvově (tehdy Lemberg) v tehdejším Rakousku-Uhersku (dnes Ukrajina). Některé z jeho básní v jidiš a hebrejštiny byly publikovány ještě když mu nebylo ani dvacet. V roce 1915 byl odveden do armády, aby bojoval v první světové válce. Po návratu do Lvova byl svědkem pogromů z listopadu 1918. Později se přestěhoval do Varšavy a Berlína. Ve Varšavě psal pro jidiš noviny Moment. Aliju do mandátní Palestiny provedl v roce 1924. Když vypukla druhá světová válka, byl stále v Polsku, ale podařilo se mu uprchnout.
V roce 1950 se oženil s Alizou, se kterou měl dvě dcery a tři syny. K rodinnému příjmení přidal „Tur-Malka,“ avšak nadále používal Grinberg, aby tak uctil členy rodiny, kteří zahynuli během holocaustu.

### Literární kariéra
Po příchodu do Palestiny psal pro Davar, jedny z hlavních novin hnutí dělnického sionismu.

### Politický aktivismus
V roce 1930 Greenberg vstoupil do revizionistického tábora a reprezentoval revizionistické hnutí na četných sionistických kongresech a v Polsku. Po hebronském masakru, jenž byl součástí krvavých nepokojů v Palestině v roce 1929 se stal více militantním a vstoupil do Irgunu a Lechi. V roce 1931 patřil mezi editory nového deníku Chazit ha-am, napojeného na revizionisty.
Greenberg předpovídal a varoval před zničením evropského židovstva. Věřil, že holocaust byl tragicky, ale z velké části nevyhnutelný výsledek židovské lhostejnosti k jejich osudu.
Po vyhlášení izraelské nezávislosti v roce 1948 vstoupil do Cherutu pod vedením Menachema Begina. V roce 1949 byl zvolen do prvního Knesetu. O svůj poslanecký mandát přišel ve volbách v roce 1951. Po šestidenní válce v roce 1968 vstoupil do hnutí za Velký Izrael (nesprávný překlad hebrejského Erec Jisra'el Šlema – „Celá země izraelská“), které obhajovalo izraelskou svrchovanost nad Západním břehem Jordánu.
Zemřel v Ramat Ganu, kde žil poslední léta svého života v bytě nabídnutém místní radou.

## Ocenění
V roce 1957 byla Greenbergovi udělena Izraelská cena za přínos hebrejské literatuře.

## Dílo v hebrejštině
- Ejma gedola ve-jareach (poezie), Hedim, 1925
- ha-Gavrut ha-ola (poezie), Sadan, 1926
- Chazon echad ha-ligjonot (poezie), Sadan, 1928
- Anakreon al kotev ha-icavon (poezie), Davar, 1928
- Kelev bajit (poezie), Hedim, 1929
- Ezor magen u-ne'um ben ha-dam (poezie), Sadan, 1929
- Sefer ha-kitrug ve-ha-emuna (poezie), Sadan, 1937
- Min ha-chachlil u-min ha-kachol (poezie), Schocken, 1950
- Rechovot ha-nahar (poezie), Schocken, 1951
- be-Emca ha-olam, be-emca ha-zmanim, In the Middle of Time (poezie), Hakibbutz Hameuchad, 1979
- Mivchar širim (poezie), Schocken, 1979
- Kol ktavav, Bialikův institut, 1991
- Ba-avi ha-šir, Bialikův institut, 2007